# Vita col padre e con la madre
Vita col padre e con la madre è uno sceneggiato televisivo prodotto dalla Rai-Radiotelevisione italiana e diffuso in quattro puntate a partire dal 7 febbraio 1960.
Diretto da Daniele D'Anza, è stato interpretato nei ruoli principali di Carlo Day e della moglie Vinnie da Paolo Stoppa e Rina Morelli. Il cast comprende altri noti attori di cinema e teatro.
La sceneggiatura di Suso Cecchi D'Amico e Anna Maria Romagnoli è tratta dal libro umoristico scritto negli anni trenta in forma autobiografica Life with Father (seguito da Life with Mother) da Clarence Day, adattato nel 1939 per il teatro di Broadway dall'attore e regista Howard Lindsay e dal commediografo Russel Crouse. Dal medesimo lavoro teatrale, nel 1947 fu tratto il film Vita col padre di Michael Curtiz e, successivamente, una serie televisiva per il mercato anglosassone.
Ad inizio degli anni sessanta, il lavoro approdò in riduzione televisiva sull'allora giovane emittente di stato italiana sotto forma di romanzo sceneggiato, affidato all'interpretazione di una coppia di attori già di provata esperienza e popolarità come Morelli e Stoppa.

## Soggetto
La sceneggiatura di Suso Cecchi D'Amico è aderente alle storie narrate da Clarence Day (nella versione italiana interpretato da Vittorio De Sica), che vedono come protagonisti - e al centro di simpatici battibecchi familiari - il padre Clarence "Clare" Day senior (Carlo, nella versione italiana, interpretato da Paolo Stoppa), precedentemente pubblicate sul magazine di The New Yorker.
"Clare"-Carlo è un umorale e brontolone indaffarato broker di Wall Street. In guerra con il mondo, ha sempre motivo per lagnarsi per i più futili accadimenti, dal funzionamento della cucina, al contributo dei domestici, dal comportamento dei figli a quello dei collaboratori aziendali; si lamenta, in generale, dell'impossibilità del mondo ad adattarsi a quelli che a suo modo di vedere sarebbero gli standard ideali di vita.
La comicità del plot narrativo è enfatizzata dagli scontri verbali conseguenti al rapporto di amore-odio che unisce, pur nello scontro dialettico, da una parte l'acido ma tutto sommato bonario protagonista e, dall'altra, la moglie Vinnie (Rina Morelli) ed i figli, spesso stretti in una tenaglia che li spinge a solidarizzare.

## L'originale
Pubblicato in volume per la prima volta nel 1936, il libro di Day aveva intenti satirici, intendendo dipingere a forti tinte ironiche momenti di vita familiare di certa upper class newyorkese di fine Ottocento che potevano tuttavia essere plausibili anche vari decenni dopo.
Tre anni dopo la pubblicazione, il testo di Day approdò a Broadway per opera di Howard Lindsay (interprete del lavoro insieme alla moglie Dorothy Stickney) e dell'autore di libretti Russel Crouse. Fu replicato nelle sette stagioni successive, posizionandosi fra i cento lavori teatrali non musicali più rappresentati. La prima si ebbe all'Empire Theatre l'8 novembre 1939, dove andò in scena fino all'8 settembre 1945. Le repliche proseguirono in altri teatri di Broadway fino al 12 luglio 1947, per un totale di 3.223 rappresentazioni.
È proprio nell'anno dell'ultima rappresentazione teatrale che si ebbe l'adattamento cinematografico di Michael Curtiz: Vita col padre: fedele al testo letterario, sebbene derivato dal lavoro teatrale di Lindsay e Crouse, il film - che fu candidato a diversi premi Oscar, presenta i figli ancora in età adolescenziale o poco più. Il cast vedeva impegnati attori al tempo di gran fama o astri nascenti della cinematografia come William Powell, Irene Dunne, Elizabeth Taylor, Edmund Gwenn, Zasu Pitts.
Life with Father fu trasposto poi per la televisione statunitense nel 1953 con l'interpretazione, nei ruoli principali, di Leon Ames e Lurene Tuttle.